# Gabara bisinuata
Gabara bisinuata là một loài bướm đêm trong họ Erebidae.